# Setra S415 LE Business
A Setra S 415 LE Business egy elővárosi busz, melyet a német Evobus Gmbh gyárt 2014 óta.

## Magyarországi használata
Magyarországon a Volánbusz Gödöllő-Budapest, Kartal-Aszód-Budapest, Etyek-Biatorbágy-Budapest, Bicske-Budapest, Zsámbék-Budapest, Nagysáp-Budapest, illetve Gyermely-Budapest viszonylatokon, valamint Vác és Mogyoród térségében találkozhatnak az utasok.  A buszok az RFW rendszámtartományban vannak. A buszok a Volánbusz tulajdonában álló MAN SL 222-ket, a VDL Berkhof Ambassadorokat és az alvállalkozói tulajdonú King Long XMQ6121G-ket váltották le.

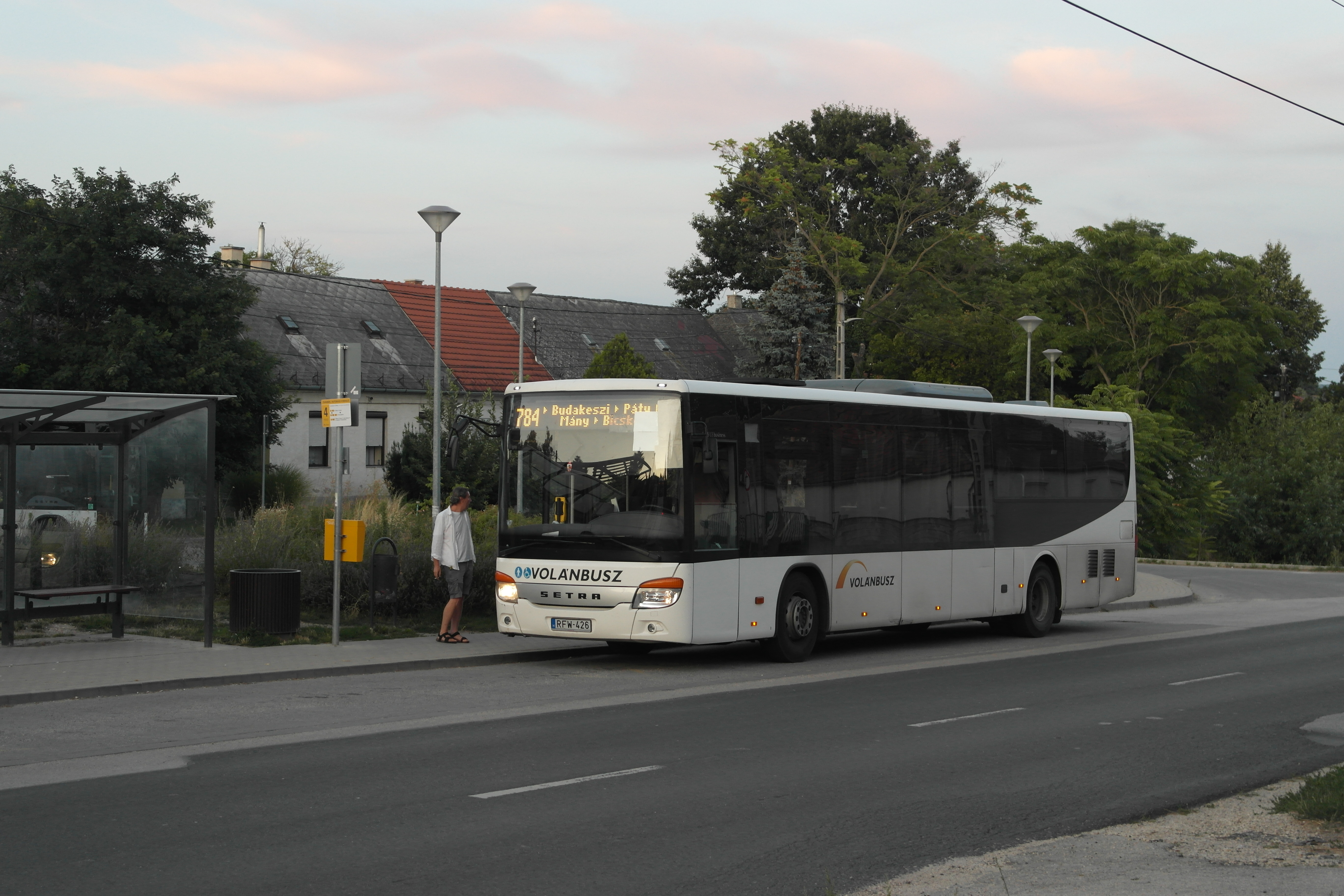
A Volánbusz tulajdonában álló, RFW-426-os példány, Zsámbék, Autóbusz-Fordulónál, a 784-es elővárosi járaton.